# Facultad de Administración y Economía de Universidad de Santiago de Chile
La Facultad de Administración y Economía es una unidad académica de la Universidad de Santiago de Chile, creada el 13 de noviembre de 1972 cuando la universidad se denominaba Universidad Técnica del Estado.
Anterior a esta existía la Escuela de Contadores Públicos, la cual se transformó en la Facultad de Administración y Economía.
Esta facultad tiene 4 carreras de pregrado, 6 de postgrado, 19 diplomados y postítulos.
Esta facultad está formada por 4 departamentos.

## Historia
Nace sobre las bases de la Escuela de Contadores Públicos, una estructura académica bajo la denominación de Facultad de Administración y Economía. El 13 de noviembre de 1972 se oficializa la creación de la Facultad, con las carreras conducentes a los títulos de Administrador de Empresas y Contadores Público y Contador Auditor.
La Facultad de Administración y Economía se compone de tres departamentos: Administración, Contabilidad y Auditoría; y Economía. En noviembre de 1978 se le asigna la función de impartir docencia y de realizar investigación, extensión y perfeccionamiento en el ámbito de las ciencias de la Administración y de la Economía. Ofrece para ello las carreras de Ingeniería Comercial y Contador Público y Contador Auditor. Además, establece varios equipos de investigación que diversas líneas, entre ellas Legislación del Trabajo, Psicología Social, Finanzas, Auditoría Operativa, Legislación Tributaria, Racionalización y Métodos y Administración de Personal. Del mismo modo, efectúa una amplia y dinámica actividad de Extensión en la cual destacan cursos y seminarios de alto nivel para ejecutivos de empresas y profesionales del área.
La Facultad de Administración y Economía centra su accionar en la elevación del nivel de su docencia, en la constante evaluación de su profesorado y en la eficiente organización de sus cuadros docentes. En esta línea destacan el grado de licenciado en Ciencias de la Administración, en 1985, de licenciado en Contabilidad y Auditoría en 1986, como también la Mención en Economía, dependiendo de la carrera de Ingeniería Comercial, el Post-Título en Legislación Tributaria, otorgado a partir de 1983; y una infinidad de diplomas en las áreas de Administración y Gestión Pública.
Cuatro años antes y como parte integrante de la gran comunidad universitaria, la Facultad había vivido los cambios de las políticas gubernamentales de los años '80: la regionalización del país que provocaría la reorganización académica de la Universidad. Ello determinó que su quehacer se circunscribiera, exclusivamente, a sus centros de enseñanza en el área metropolitana, cambiando su nombre, en 1981, a Universidad de Santiago de Chile.
El año 1992 también representa un hito en la bullente vida académica de la FAE. Como un aporte a la eficiencia de un Estado moderno adecuado al proceso de cambios políticos, económicos, sociales, educacionales y tecnológicos y que procure el bienestar de sus ciudadanos, la Facultad de Administración y Economía comenzó la tarea de formar nuevas generaciones en la carrera de Administración Pública.

## Decanos
- Luis Vargas Valdivia (1972-1973)
- Carlos Iván Yáñez Pérez (1976-1981)
- Jorge Ortiz Villalobos (1981-1982)
- José Elias Aboid (1982-1985)
- Luis Fuenzalidda Asmussen (1985-1987)
- Emanuel Friedman Corvalan (1987-1990)
- Jorge Ortiz Villalobos (1990-1996)
- Carlos Araya Villalobos (1996-2002)
- Jorge Pérez Barbeito (2002-2008)
- Silvia Ferrada Vergara (2008-2014)
- Jorge Friedman Rafael (2014-2021)
- Cristián Muñoz Canales (2021-2024)
- Raúl Berríos Espinoza (2024-a la fecha)

## Departamentos
- Departamento de Administración
- Departamento de Economía
- Departamento de Contabilidad y Auditoría
- Departamento de Gestión y Políticas Públicas

## Planes de estudio

### Carreras
En la Facultad, actualmente se imparten 3 carreras las cuales otorgan 4 títulos profesionales.
Al igual que la mayoría de los planes de estudio en el resto de las Universidades las carreras son de régimen semestral.
| Carrera                                            | Duración     | Grado Académico                                         | Título                                            |
| -------------------------------------------------- | ------------ | ------------------------------------------------------- | ------------------------------------------------- |
| Administración Pública                             | 10 semestres | Licenciado en Ciencias de la Administración Pública     | Administrador Público                             |
| Ingeniería Comercial(*)                            | 10 semestres | Licenciado en Ciencias de la Administración de Empresas | Ingeniero Comercial en Administración de Empresas |
| Ingeniería Comercial(*)                            | 10 semestres | Licenciado en Ciencias Económicas                       | Ingeniero Comercial en Economía                   |
| Contador Público y Auditor                         | 10 semestres | Licenciado en Contabilidad y Auditoría                  | Contador Público y Auditor                        |
| *Se escoge mención al finalizar el tercer semestre |              |                                                         |                                                   |

### Proceso de Admisión

#### Admisión Regular
La prueba de selección universitaria es el conducto común por lo que ingresa la mayoría de los estudiantes de la Facultad. Dicha prueba se rinde una vez en el año (diciembre) en todo Chile para poder optar a las Universidades del Consejo de Rectores.
La puntuación mínima para poder postular a la Facultad es de 600 puntos (de un máximo de 850) ponderados entre las pruebas requeridas y el NEM (Promedio de notas de enseñanza media).
Además la Facultad otorga en cada carrera cupos supernumerarios a los alumnos de IV Medio de la promoción del año, con los mejores promedios de notas de la enseñanza media de los establecimientos Municipales, Particulares Subvencionados y Corporaciones Educacionales, regidas por el DFL 3.166 de 1980.
| Carrera                    | Cupos          | Cupos supernumerarios | Ponderaciones | Ponderaciones | Ponderaciones       | Ponderaciones | Ponderaciones |
| Carrera                    | Cupos          | Cupos supernumerarios | Lenguaje      | Matemáticas   | Ciencias o Historia | NEM           | Ranking       |
| -------------------------- | -------------- | --------------------- | ------------- | ------------- | ------------------- | ------------- | ------------- |
| Administración Pública     | 160            | 5                     | 15%           | 25%           | 10%                 | 10%           | 40%           |
| Ingeniería Comercial       | 250            | 25                    | 10%           | 30%           | 10%                 | 10%           | 40%           |
| Contador Público y Auditor | 190(D) - 30(V) | 10(D) - 4(V)          | 10%           | 30%           | 10%                 | 10%           | 40%           |
| D: Diurno V: Vespertino    |                |                       |               |               |                     |               |               |

#### Admisión Especial
La Universidad de Santiago de Chile, permitirá la postulación adicional para los que, habiendo postulado a través del proceso ordinario de selección y admisión, cumplan con los requisitos de los ingresos especiales.
El criterio de selección de nuestros ingresos especiales se basa en méritos distintos o complementarios a los requisitos exigidos vía DEMRE, con la excepción del cupo Ranking 850. 
- Transferencia interna

Es el mecanismo por el cual los estudiantes de la Universidad pueden solicitar un cambio de carrera o programa al interior de la misma.
- Transferencia externa[7]

Permite atender las peticiones de estudiantes provenientes de Universidades Acreditadas que solicitan cambio a la misma o a otra carrera de la Universidad de Santiago de Chile. La exigencia académica mínima para autorizarlas es el reconocimiento del currículo del primer año de la carrera o programa de destino, o de un número de actividades curriculares que representen una exigencia académica equivalente.
- Deportistas destacados[8]

Para poder optar el postulante deberá rendir una prueba de su especialidad en fechas establecidas por la Universidad de Santiago de Chile. Se considera para todos los efectos del proceso Ingreso Especial para Deportistas Destacados/as, a aquella persona que tenga la calidad de seleccionado/a o preseleccionado/a Nacional, Regional, de Asociación o de Club, en las especialidades deportivas oficiales de la universidad, debidamente certificada.
- Ingreso Indígena[9]

La Universidad de Santiago de Chile, ofrece para el año 2016 un cupo especial de ingreso para estudiantes indígenas. El postulante debe tener, a lo menos, el puntaje mínimo ponderado de postulación para la carrera a la cual postula, haber egresado satisfactoriamente de la enseñanza media en el año 2015 y acreditar la calidad de INDÍGENA.
- Ingreso Especial Discapacidad[10]

```
La Universidad de Santiago de Chile, ofrece anualmente un cupo especial para personas con discapacidad que certifiquen su condición y grado de discapacidad, mediante el “Certificado Acreditativo vigente de Discapacidad” emitido por el Servicio de Registro Civil e Identificación y acreditar haber alcanzado un puntaje de ranking de notas de enseñanza media igual o superior a 700 puntos. Los estudiantes con discapacidad que postulan a la USACH serán eximidos del puntaje PSU.
```

- Prosecución de Estudios[11]

1. Administración Pública

Este programa fue creado el año 2004, especialmente dirigido a personas que cuenten con un título técnico de nivel superior, permitiéndoles optar, en un período inferior al normal de la carrera, al grado académico de licenciado en Ciencias de la Administración Pública y el título de Administrador Público. Se dicta en modalidad vespertina, lo que permite a los estudiantes complementar estudios y trabajo.
1. Ingeniería Comercial
  1. Profesiones con Mínimo 4 años de estudios.

```
Para postulantes que están en posesión de un título profesional de Contador Auditor; Ingeniero de ejecución en Administración de Empresas, Finanzas, Marketing; Administrador Público y profesionales de carreras afines cuyo plan de estudios mínimo sea de 4 años. Duración del programa de 5 semestres en promedio, sujeto a convalidación de asignaturas.
```

1. 1. Profesiones Técnicos de Nivel Superior.

```
Para postulantes que están en posesión de un título profesional de técnico de nivel superior de carreras afines con la administración de empresas (Administración, Finanzas, Marketing, recursos Humanos, comercio exterior) o Economía. Duración del programa de 7 semestres en promedio, sujeto a convalidación de asignaturas.
```

### Posgrado
La Facultad ofrece diversos programas de posgrado, entre ellos destaca su programa de Doctorado en Ciencias de la Administración, compuesto por dos ciclos, uno Formativo y uno de Investigación Doctoral.
También la Facultad ofrece diversos magísteres, diplomados y cursos de formación, tanto en Santiago como en otras ciudades de Chile.

## Planes Internacionales

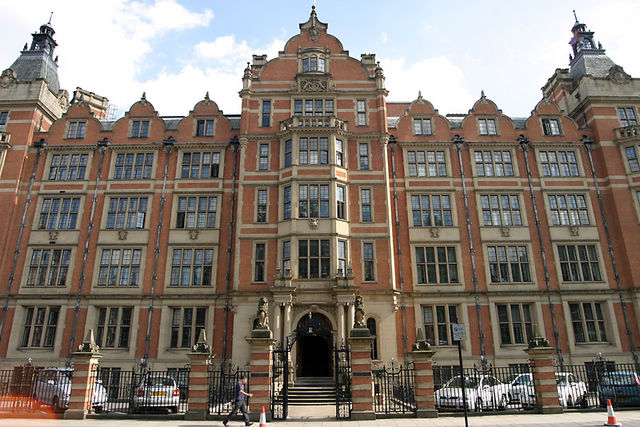
LSE - Departamento de Economía y Centro Internacional de Crecimiento

### Convenio Doble Grado Universidad de Londres
La oportunidad de acceder a los Programas Internacionales de la Universidad de Londres desde Chile, con el apoyo académico y administrativo de la Universidad de Santiago de Chile, es un elemento clave que diferencia a este programa de otras oportunidades académicas para estudiantes de pregrado en Chile.
La Universidad de Londres otorgará a aquellos alumnos FAE que participen y tengan el rendimiento académico requerido en los programas internacionales, el grado académico de bachellor de la London School of Economics and Political Science o del Royal Hollaway.  Las materias incluidas en los cursos redundarán en conocimiento especializado, complejo, amplio y de vanguardia en el ámbito en que decida desarrollarse.

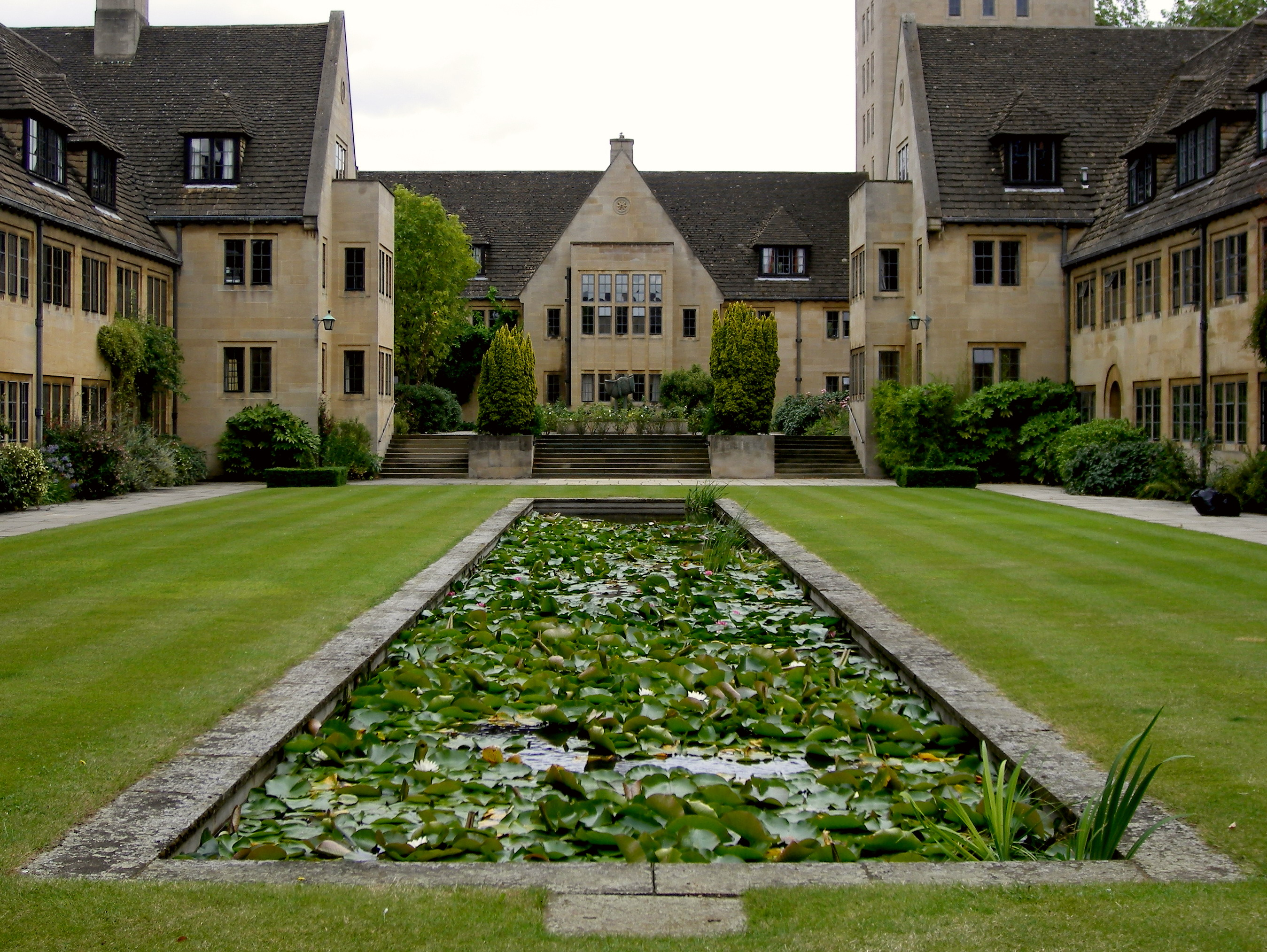
Nuffield College Courtyard, from the west

### Convenio Investigación Universidad de Oxford
CESS Nuffield of University of Oxford en colaboración con la Facultad de Administración y Economía de la Universidad de Santiago ha establecido un centro en Santiago, Chile, que será pionera en la realización de experimentos de laboratorio y en línea en América Latina.
El Centro de Ciencias Experimentales Sociales (CESS) fue creado por el Nuffield College en febrero de 2008. Su objetivo principal es promover y facilitar la investigación experimental en ciencias sociales, particularmente en las áreas de políticas públicas y economía. Para lograr este objetivo, el CESS ofrece una serie de servicios a la comunidad experimental: instalaciones experimentales de laboratorio; personal y las instalaciones para el diseño y la implementación de experimentos en línea; un programa de becas y post-doc; seminarios y talleres regulares.

### Partners
La Facultad de Administración y Economía de la Universidad de Santiago de Chile, busca promover la Internacionalización de sus programas a través de la Unidad de Relaciones Internacionales. Esta unidad es responsable de atender de la mejor forma posible a los alumnos, orientarlos, aconsejarlos y estimularlos a que realicen intercambios académicos dentro y fuera de Chile.
Esta Unidad se encarga de establecer contactos entre las diversas Universidades y organizaciones extranjeras, mantener una comunicación activa con los coordinadores de intercambios de otros países y de promover internamente las becas que existan, sus requisitos, etc.
- Europa
  -  University of Applied Sciences Joanneum
  -  University of Liège
  -  Ecole de Management (ESSCA)
  -  ESC - Montpellier
  -  Universität Bamberg
  -  University of Applied Sciences Bielefeld
  -  Universität Passau
  -  Hochschule RheinMain - Wiesbaden Business School
  -  Katholische Universität
  -  Worms University of Applied Sciences
  -  HES School of Economics
  -  The Hague University of Applied Sciences
  -  CESS - Nuffield College - Oxford University
  -  Maynooth University
  -  Universidad de Las Palmas de Gran Canaria
  -  Universidad de Valencia
  -  Universidad de Sevilla
  -  Santander - Universia
  -  University of Applied Sciences Neu Ulm (Bayern)
  -  Westsächsischen Hochschule Zwickau (WHZ)
  -  Rheinisch-Westfaelische Technische Hochschule Aachen
  -  University of Applied Sciences Münster
  -  Universidad Complutense de Madrid
  -  Universitá di Bologna

- Norteamérica
  -  Université Laval
  -  Thompson Rivers University

- Latinoamérica
  -      Asociación de Universidades Grupo Montevideo
  -    Alianza del Pacífico
  -  Universidad Privada Boliviana
  -  Fundación Joao Pinheiro
  -  Universidad Nacional Autónoma de México (UNAM)
  -  TEC Monterrey
  -  Universidad Autónoma de Tamaulipas
  -  Universidad de Guanajuato - Campus Celeya
  -  Instituto Tecnológico de Sonora

## Difusión e Investigación
El conocimiento científico puede y debería ser considerado como el catalizador para el progreso y éxito del país, basado tanto en la investigación, el desarrollo y la innovación. Desde ahí toma importancia para la Universidad de Santiago definir las áreas prioritarias de la investigación relacionadas con las necesidades de la nación, las regiones y localidades.

### Centros de Investigación
La Facultad de Administración y Economía posee diversos centros y programas de investigación en sus dependencias, entre los que se cuentan:
- Centro Internacional de Economía Social y Cooperativa, CIESCOOP[20]
- Centro de Políticas para el Desarrollo[21]
- Centre for Experimental Social Sciences Santiago[22]
- Centro Internacional de Investigación de Historia Económica, Empresarial y de la Administración Pública[23]
- Archivo General del Movimiento Estudiantil[24]
- Observatorio del Gasto Fiscal de Chile[25]

### Publicaciones
Desde el año 2015 la Facultad publica en su web una Minuta sobre las Políticas en Educación Superior y un Informe Económico Semanal

## Centros de Estudiantes

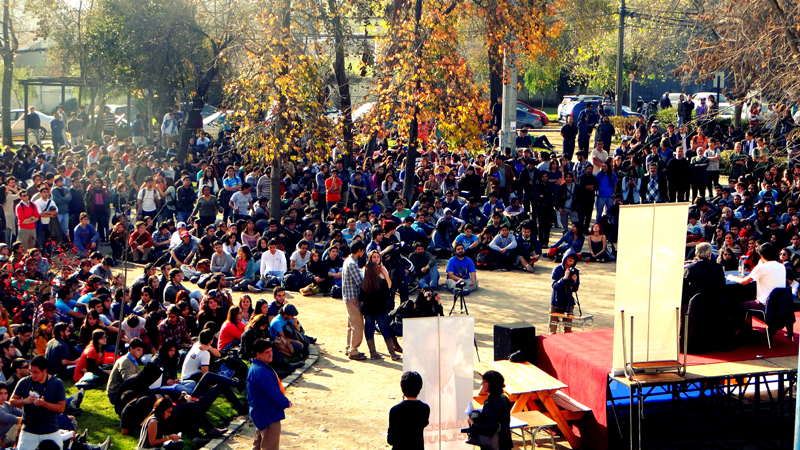
Foro Presidencial organizado por el CEIC, Pastos de la FAE, año 2013

Los estudiantes están representados según su carrera, por el Centro de Estudiantes de Ingeniería Comercial (CEIC), Centro de Estudiantes de Contador Público y Auditor (CECPA) y el Centro de Estudiantes de Administración Pública (CEAP), adscritos todos a la Federación de Estudiantes de la Universidad de Santiago de Chile (FEUSACh). Se organizan sobre la base de Mesas Directivas elegidas por sufragio universal estudiantil por el período de un año. 
La máxima instancia de participación, discusión y resolución de cada Centro de Estudiantes es su Asamblea General, compuesta por todos los alumnos matriculados en cada carrera, donde se reúnen de manera ordinaria dos veces al semestre, más de manera extraordinaria todas las veces necesarias de acuerdo a la contingencia universitaria o nacional. Es una instancia esencialmente deliberativa, donde se define la posición del Centro de Estudiantes frente a las problemáticas universitarias y muchas veces frente a la política nacional. Cuando las decisiones afectan el normal funcionamiento de las actividades académicas, las asambleas solo pueden definir una postura mediante quórum de votación.

### Presidentes
El CEIC, CECPA y CEAP han sido encabezados por distintas figuras de la política universitaria. Hasta el año 2014, el 50% de los Presidentes de la Federación de Estudiantes de la Universidad de Santiago de Chile (FEUSACh) fueron estudiantes de la Facultad de Administración y Economía de Universidad de Santiago de Chile (FAE-USACH). A continuación una lista de los presidentes de los Centros de Estudiantes desde 1985, año en que se restableció la organización estudiantil de la Universidad durante la dictadura militar
- La carrera de Administración Pública se crea en el año 1992

#### Ingeniería Comercial
| Período | Nombre | Movimiento |
| ------- | ------ | ---------- |
| 1985    | -      | -          |
| 1986    | -      | -          |
| 1987    | -      | -          |
| 1988    | -      | -          |
| 1989    | -      | -          |
| 1990    | -      | -          |
| 1991    | -      | -          |
| 1992    | -      | -          |
| 1993    | -      | -          |
| 1994    | -      | -          |
| 1995    | -      | -          |
| 1996    | -      | -          |
| 1997    | -      | -          |
| 1998    | -      | -          |

| Período | Nombre                    | Movimiento    |
| ------- | ------------------------- | ------------- |
| 1999    | -                         | -             |
| 2000    | -                         | -             |
| 2001    | -                         | -             |
| 2002    | -                         | -             |
| 2003    | -                         | -             |
| 2004    | -                         | -             |
| 2005    | -                         | -             |
| 2006    | -                         | -             |
| 2007    | -                         | -             |
| 2008    | Sebastián Donoso          | Independiente |
| 2009    | Claudio Luna              | -             |
| 2010    | Mauricio Guerra Velásquez | Independiente |
| 2011    | Sebastián Donoso          | Independiente |

| Período | Nombre                   | Movimiento              |
| ------- | ------------------------ | ----------------------- |
| 2012    | Mauricio Pardo           | FEL-USACH               |
| 2013    | Javier Arias             | Independiente           |
| 2014    | Karem Fredes             | Somos Usach             |
| 2015    | Álvaro González Moreno   | Ind - Vivamos Comercial |
| 2016    | Álvaro González Moreno   | Ind - Vivamos Comercial |
| 2017    | Rodolfo Nuñez Abarca     | Ind - Vivamos Comercial |
| 2018    | Stefanie Osorio Chavesta | Ind - Vivamos Comercial |
| 2019    | Cristian Muñoz Aros      | Independiente           |
| 2020    | Paula Pérez Cáceres      | Independiente           |
| 2021    |                          |                         |

#### Contador Público y Auditor
| Período | Nombre | Movimiento |
| ------- | ------ | ---------- |
| 1985    | -      | -          |
| 1986    | -      | -          |
| 1987    | -      | -          |
| 1988    | -      | -          |
| 1989    | -      | -          |
| 1990    | -      | -          |
| 1991    | -      | -          |
| 1992    | -      | -          |
| 1993    | -      | -          |
| 1994    | -      | -          |
| 1995    | -      | -          |
| 1996    | -      | -          |
| 1997    | -      | -          |
| 1998    | -      | -          |
| 1999    | -      | -          |
| 2000    | -      | -          |
| 2001    | -      | -          |
| 2002    | -      | -          |

| Período | Nombre                    | Movimiento            |
| ------- | ------------------------- | --------------------- |
| 2003    | -                         | -                     |
| 2004    | -                         | -                     |
| 2005    | -                         | -                     |
| 2006    | -                         | -                     |
| 2007    | -                         | -                     |
| 2008    | -                         | -                     |
| 2009    | -                         | -                     |
| 2010    | Israel Rivas Riquelme     | -                     |
| 2011    | Manuel J. Calderón Guzmán | -                     |
| 2012    | Natalia Socías del Río    | -                     |
| 2013    | Jean Pierre Olea Cáceres  | Independiente         |
| 2014    | Miguel Toro               | Somos Usach           |
| 2015    | Gonzalo Opazo Aguilera    | Independiente         |
| 2016    | Miguel Henríquez Nuñez    | Independiente         |
| 2017    | Patricio Moncada Ovalle   | Independiente         |
| 2018    | Rodrigo Rojas Montero     | Juventudes Comunistas |